# Sympetrum speciosum
Sympetrum speciosum is een echte libel (Anisoptera) uit de familie van de korenbouten (Libellulidae).
De wetenschappelijke naam Sympetrum speciosum werd in 1915 gepubliceerd door Mamoru Oguma.

## Synoniemen
- Sympetrum haematoneura Fraser, 1924